# سیلو (بازیکن فوتبال)
کلورسون گابریل کوردووا (به پرتغالی: Cléverson Gabriel Córdova) معروف به سیلو (Cléo) بازیکن فوتبال در پست بازیکن فوتبال در پست مهاجم اهل برزیل است که در شهر Guarapuava و در تاریخ ۹ اوت ۱۹۸۵ به دنیا آمده‌است.

## باشگاهی
سیلو در تیم‌های فوتبال اتلتیکو پارانائنزه، ستاره سرخ بلگراد، پارتیزان، باشگاه فوتبال گوانگ‌ژو اورگراند و کاشیوا ریسول سابقهٔ حضور دارد.